# Hieracium gigantocybe
Hieracium gigantocybe es una especie de planta con flor del género Hieracium, de la familia Asteraceae, orden Asterales.

## Distribución
Hieracium gigantocybe se distribuye por Suecia.

## Taxonomía
Fue descrita científicamente por (Dahlst.) T. Tyler.
Tratamiento taxonómico
La especie aparece registrada y publicada en Nordic J. Bot.